# Guadalupe Nettel

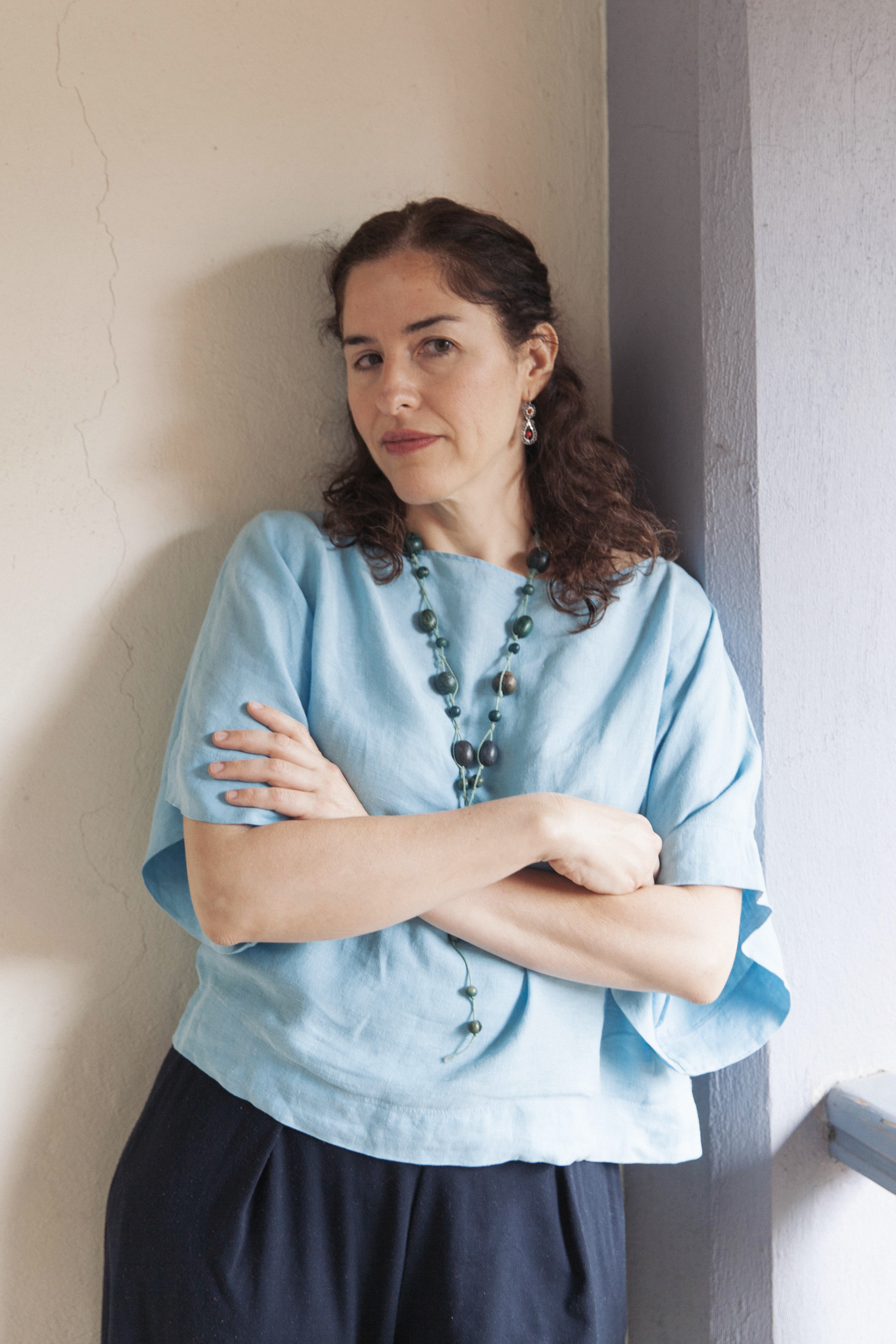
Guadalupe Nettel (2018)

Guadalupe Nettel (* 27. Mai 1973 in Mexiko-Stadt) ist eine mexikanische Schriftstellerin.

## Leben
Nettel wurde 1973 in Mexiko-Stadt geboren. Nach eigener Aussage waren Nettels Eltern linksliberale Intellektuelle. In einem Interview mit der Süddeutschen Zeitung erzählte sie, sie habe Teile ihrer Kindheit gemeinsam mit ihrer Mutter in einer Banlieue in Frankreich verbracht, „als einzige Lateinamerikanerin unter Arabern.“ Ihre Mutter habe in Frankreich promovieren wollen. Neben Aix-en-Provence lebte Nettel zeitweise auch in Paris, Montreal und Barcelona. Ihre Kindheit war durch gesundheitliche Einschränkungen bedingt durch einen angeborenen Katarakt im rechten Auge geprägt. Ihr grundlegendes Studium unternahm sie an der Nationalen Autonomen Universität von Mexiko im Fach Hispanistik. Anschließend promovierte sie in Paris. Nach dem Abschluss ihres Studiums kehrte sie – gegen ihr eigenes ursprüngliches Vorhaben – wieder nach Mexiko zurück. Sie ist Herausgeberin des renommierten mexikanischen Literaturmagazins La Revista de la Universidad de Mexico.
Nettel arbeitete lange als Journalistin und veröffentlichte mehrere Bücher. Mehrere ihrer Romane erhielten internationale Anerkennung und wurden mit bedeutenden Literaturpreisen ausgezeichnet oder für diese nominiert. Daneben veröffentlichte sie auch mehrere Sammelbänder von Kurzgeschichten. Ihr Debütroman El huésped greift eine gleichnamige Kurzgeschichte von Amparo Dávila auf; Nettels Buch handelt von einer jungen Frau, die mehr und mehr von einem inneren Geist kontrolliert wird, der im Gegensatz zu ihrem einst fröhlichen Charakter steht. Eingebettet wird die Geschichte vom Innenleben der jungen Frau in ihr äußeres Leben, in dem sich die junge Frau immer mehr in einer „diffuse[n] Gegensatzstruktur“ verfängt. Nettels autobiografischer Roman El cuerpo en que nací (2011) wird aus Sicht einer erwachsenen Frau erzählt, die im Gespräch mit einem Psychoanalytiker nach und nach die Geschichte ihrer Kindheit aufdeckt, die jener von Nettel entspricht. Susanne Klengel schrieb 2013 über Nettels Frühwerk, dass es geprägt sei von einer „Vorliebe für exzentrische Situationen, für Personen mit eigenartigen Obsessionen und Phobien“.
2013 transferierte sie in ihrer Kurzgeschichtensammlung El matrimonio de los peces rojos als ausschließlich menschlich wahrgenommene Verhaltensweisen auf die Tier- und Pflanzenwelt und stellte so das traditionelle Verständnis vom Leben der Tiere und Pflanzen infrage. In ihrem dritten Roman Después del invierno (2014), der unter dem Titel Nach dem Winter (2018) auch ins Deutsche übersetzt wurde, thematisiert Nettel anhand einer mexikanischen Studentin in Paris und eines kubanischen Lektors in New York City den Umgang mit Einsamkeit in der lateinamerikanischen Diaspora. 2020 beschäftigte sie sich in dem Roman La hija única mit dem Thema Mutterschaft bzw. Muttersein.

## Ehrungen (Auswahl)
- 2009: Anna Seghers-Preis[13]
- 2013: Premio de Narrativa Breve Ribera del Duero für El matrimonio de los peces rojos
- 2014: Herralde-Romanpreis Después del invierno

## Veröffentlichungen
Romane
- El huésped. Editorial Anagrama, Barcelona 2006. ISBN 978-84-339-9886-6.
- El cuerpo en que nací. Editorial Anagrama, Barcelona 2011. ISBN 978-84-339-7231-6.
- Después del invierno. Editorial Anagrama, Barcelona 2014. ISBN 978-84-339-9784-5.
  - Nach dem Winter: Roman. Übersetzt von Carola Fischer. Karl Blessing Verlag, München 2018. ISBN 978-3-89667-613-9.
- La hija única. Editorial Anagrama, Barcelona 2020. ISBN 978-84-339-9906-1.

Kurzgeschichtensammlungen
- Pétalos y otras historias incómodas. Editorial Anagrama, Barcelona 2008. ISBN 978-84-339-7166-1.
- El matrimonio de los peces rojos. Editorial Páginas de Espuma, Madrid 2013. ISBN 978-84-8393-144-8.
- Los divagantes. Editorial Anagrama, Barcelona 2023. ISBN 978-84-339-0818-6.